# TankAttack!
TankAttack! è un gioco strategico da tavolo creato da Spartaco Albertarelli e prodotto da Editrice Giochi.